# San Cristóbal (Nowy Meksyk)
San Cristóbal – jednostka osadnicza w Stanach Zjednoczonych, w stanie Nowy Meksyk, w hrabstwie Taos.